# Camponotus nigronitidus
Camponotus nigronitidus é uma espécie de inseto do gênero Camponotus, pertencente à família Formicidae.